# Paul Stretz
Paul Stretz (ur. 28 lutego 1935 w Luitpoldshöhe; zm. 29 kwietnia 1966 w Berlinie) – obywatel RFN i ofiara śmiertelna Muru Berlińskiego zmarła wskutek utonięcia po uprzednim postrzeleniu przez żołnierzy wojsk granicznych NRD w związku z uznaniem tejże za uciekiniera z Berlina Wschodniego.

## Życiorys i okoliczności śmierci
Urodzony w Bawarii Paul Stretz mieszkał wraz ze swoją żoną w Ottensoos w pobliżu Norymbergi. Pierwsza córka pary zmarła trzy miesiące po narodzinach. Jako że Stretz popadł w międzyczasie w problem alkoholowy, krótko przed narodzinami drugiej córki żona zdecydowała się opuścić męża. Po rozstaniu Stretz przeniósł się do Berlina Zachodniego, gdzie podjął zatrudnienie w magazynie firmy spedycyjnej nie posiadając jednak stałego miejsca zamieszkania.
W upalny dzień 29 kwietnia 1966 r. pracował przy kanale Spandauer Schifffahrtskanal. Jako że podczas pracy pił piwo, znajdując się w stanie upojenia alkoholowego około godziny 15:30 podjął decyzję o kąpieli w wodach kanału należącego na całej szerokości do terytorium Berlina Wschodniego. Nie reagując na ostrzeżenia zgromadzonych na brzegu kolegów wszedł do wody i zaczął pływać zostając wkrótce odkrytym przez znajdujących się w odległości 250 metrów żołnierzy wojsk granicznych, którzy natychmiast otworzyli ogień. Jednocześnie do wschodniego brzegu kanału podbiegło dwóch kolejnych żołnierzy, którzy uznawszy pływającego za uciekiniera również włączyli się do ostrzału, wskutek czego jeden zraniony rykoszetem po chwili wstrzymał ogień. Spośród 176 wystrzelonych przez żołnierzy pocisków trafiony czterema w tułów i głowę Stretz natychmiast zmarł. Wyłowione nocą ciało zabitego zabrano do szpitala Charité, gdzie poddane zostało obdukcji.
Zauważony przypadek nie przepadł bez echa doczekując się w zachodnioberlińskiej prasie obszernych relacji – kilka z wystrzelonych pocisków trafiło bowiem także w budynki Berlina Zachodniego, w tym m.in. gmach Reichstagu. Po zjednoczeniu Niemiec sprawcy śmiertelnych strzałów stanęli przed sądem zostając skazanymi w 1997 r. na kary jednego roku pozbawienia wolności w zawieszeniu.

## Literatura
Hans-Hermann Hertle, Maria Nooke: Die Todesopfer an der Berliner Mauer 1961 – 1989 : ein biographisches Handbuch / hrsg. vom Zentrum für Zeithistorische Forschung Potsdam und der Stiftung Berliner Mauer. Links, Berlin 2009, ISBN 978-3-86153-517-1.